# Rand (monnaie)
Le rand est la monnaie officielle de l’Afrique du Sud (symbole : R, code ISO : ZAR). Elle a été créée le 14 février 1961, lors du retrait du Commonwealth et de la fondation de la république d'Afrique du Sud, pour remplacer la livre sud-africaine.
Dans le cadre de l'Aire monétaire commune, le rand est également en usage en Eswatini, au Lesotho et en Namibie, lesquels utilisent respectivement le lilangeni, le loti et le dollar namibien, à parité. Le rand a cours légal au Zimbabwe dans le cadre de son système monétaire multiple, qui comprend également d'autres devises telles que l'euro, la livre sterling, le dollar américain et le ZiG zimbabwéen. Le rand avait également cours légal au Botswana jusqu’en 1976, date à laquelle le pula a remplacé le rand à parité.

## Terminologie
Le nom de la monnaie sud-africaine est dérivé du mot « Witwatersrand« , qui était le nom du haut escarpement sur lequel se trouve Johannesburg, l’une des capitales.

## Histoire du Rand
En 1961, la livre sud-africaine est remplacée par le rand, une nouvelle monnaie, qui adopte le système décimal (1 rand = 100 cents). La valeur d'échange est de 2 rands contre 1 livre. Au change, le rand vaut alors 1,40 dollar américain, ce qui place cette monnaie dans le panier des devises fortes de cette époque. Cette valeur au change est maintenue jusqu'en 1971.
En 1976, le Botswana, devenu indépendant, quitte la zone Rand, et adopte le pula.
En mars 1982, le rand, pour la première fois, cote en dessous d'un dollar américain. La dépréciation du rand se poursuit dans les années 1980 du fait de pressions internationales contre la politique de l'apartheid, le cours tombe à 2,50 rands pour 1 USD en 1989. Dans les années 1990, le cours du rand glisse inexorablement, finissant en septembre 2001, à 13,84 rands pour 1 USD.
Fin septembre 2018, un dollar américain valait environ 14,30 rands, un euro 16,80 rands et une livre sterling 18,80 rands.
En août 2024, le rand sud-africain est à son niveau historique le plus bas après la dégradation par l’agence Moody’s de la note financière de l'Afrique du Sud.

## Émissions monétaires

### Pièces de monnaie
En 1961, la première série de pièces frappées comprend des valeurs de ½ et 1 cent en laiton, et de 2½, 5, 10, 20, et 50 cents en argent ; sur toutes les pièces figurent le portrait de Jan van Riebeeck. En 1965, une nouvelle série est lancée, avec deux frappes simultanées, l'une en anglais, l'autre en néerlandais ; la pièce de 2½ est supprimée et remplacée par celle de 2 cents. Le laiton fait place au bronze et l'argent au nickel. Est également frappée une pièce de 1 rand en argent (15 g, à 800 millièmes). Toute cette série présente à l'avers le portrait de Jan van Riebeeck, lequel est au fil des années remplacé par des portraits de présidents sud-africains contemporains. Une nouvelle série de pièces est lancée à partir de 1989-1990 pour des valeurs de 1, 2 et 5 cents en acier plaqué cuivre, de 10, 20 et 50 cents en acier plaqué bronze, et de 1 et 2 rands en cuivre plaqué nickel  figurant respectivement le springbok et le koudou. En 1994, une pièce de 5 rands est frappée, figurant le gnou, remplacée en 2004 par une pièce bimétallique (centre en laiton, anneau en cupronickel). Cette dernière série présente la particularité d'adopter alternativement des légendes libellées selon les 11 langues officielles du pays.
Le 3 mai 2023, la Banque de réserve sud-africaine a annoncé l'émission d'une nouvelle série de pièces. Celles-ci auront les mêmes valeurs nominales que la précédente. La pièce de 10 centimes représentera l'abeille du Cap, la pièce de 20 centimes l'aloès amer, la pièce de 50 centimes le touraco de Knysna, la pièce de 1 centime le springbok, la pièce de 2 centimes le protéa royal et la pièce de 5 centimes la baleine franche australe.

### Billets de banque
Les billets ont longtemps arboré un portrait de Jan van Riebeeck, membre de la Compagnie néerlandaise des Indes orientales et explorateur de la région du Cap en 1652 avant de laisser la place en 1992 au Big five. Depuis 2012, les nouveaux billets arborent le portrait de Nelson Mandela à l'avers et les Big Five au revers.
Le 18 juillet 2018 une nouvelle série de billets de banque est émise à l'occasion du centenaire de la naissance de Nelson Mandela. Cette série comprend des billets de toutes les dénominations, 10, 20, 50, 100 et 200 rands. Ces billets circulent à côté des billets existants. Les nouveaux billets représentent le visage standard de Nelson Mandela sur l'avers, mais au lieu des Big Five sur le revers, ils montrent un Mandela plus jeune, connu sous le nom de Madiba, avec différentes scènes iconiques liées à son héritage : Mvezo, son village natal, sur le billet de 10 rands ; Soweto, où il eut une maison et où éclatèrent les émeutes de 1976, lieu symbolique de la lutte contre l'apartheid sur le billet de 20 rands ; Howick, lieu de son arrestation le 5 août 1962 sur le billet de 50 rands ; Robben Island, où il fut interné, sur le billet de 100 rands et sa statue devant les Union Buildings de Pretoria sur le billet de 200 rands.
Le 3 mai 2023, la Banque de réserve sud-africaine a annoncé qu'une nouvelle série de billets conserverait l'image de Nelson Mandela à l'avers tout en montrant les Big 5 dans une représentation familiale au revers. Cette série contient les mêmes dénominations de 10, 20, 50, 100 et 200 rands.

## Galerie

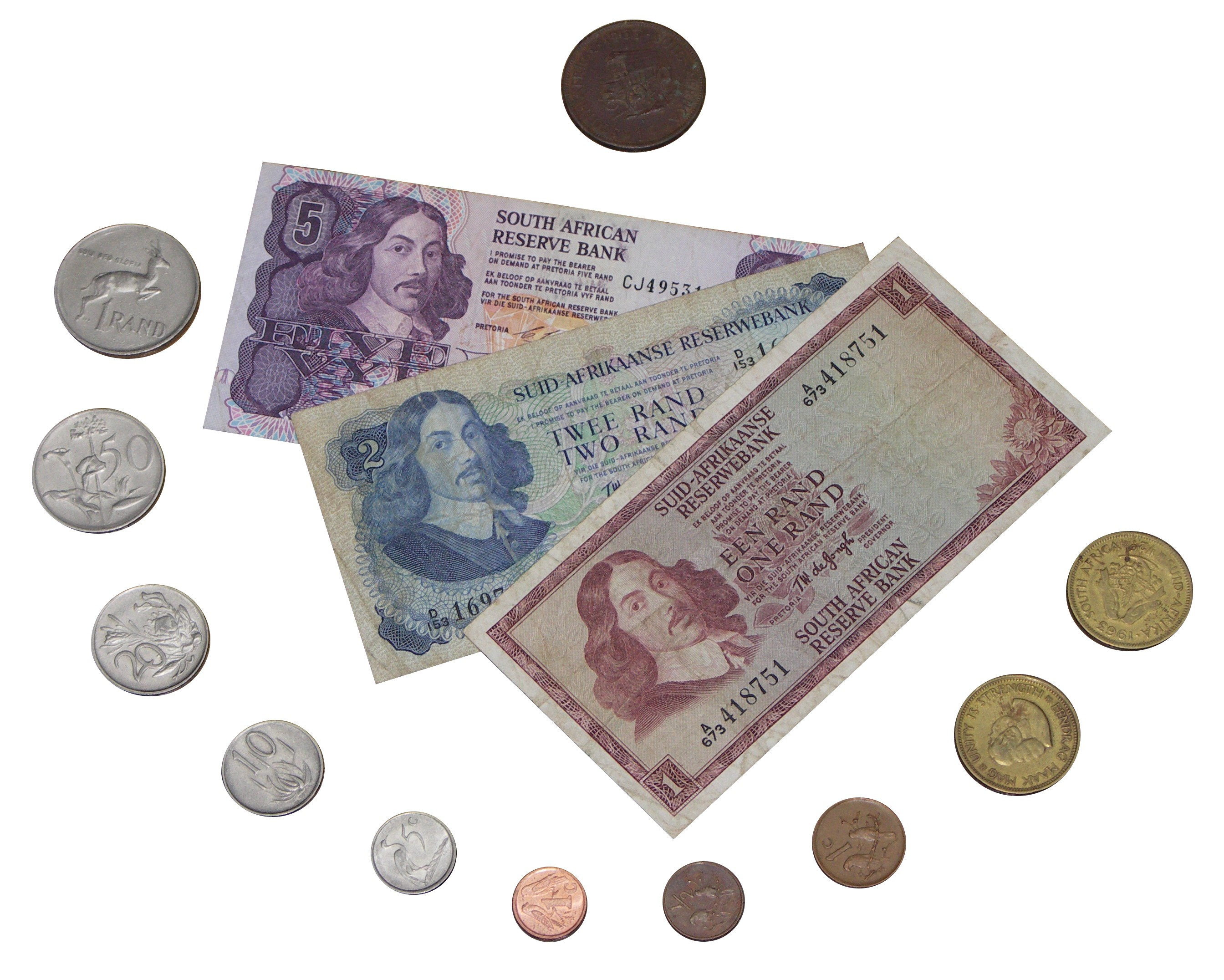
Le rand sud-africain à l'effigie de Jan van Riebeeck (1961-1992).